# Insula Allobrogum
Insula Allobrogum era un lloc de la Gàl·lia Narbonesa on Hanníbal va establir el seu quart campament després de creuar el Roine, en país dels Al·lòbroges, des on va iniciar el pas dels Alps, probablement seguint la vall de l'Isère, explica Titus Livi. Polibi diu que era un lloc productor de blat.